# Huang Wei-jin
Huang Wei-jin (en chino, 黃偉晉; pinyin, Huáng Wěi Jìn) (Shulin, Nuevo Taipéi, 23 de marzo de 1990), también conocido bajo su nombre artístico de Wayne Huang o simplemente Wayne, es un cantante, actor y bailarín taiwanés. Es principalmente conocido por haber sido miembro del grupo SpeXial desde 2012 hasta su salida en 2019. Desde 2020, Huang forma parte de la banda WOLF(S).

## Biografía
Huang Wei-jin nació el 23 de marzo de 1990 en el distrito de Shulin, Nuevo Taipéi. Huang posee ascendencia han y ami. Asistió y se graduó de la Chihlee University of Technology. En 2009, Huang calificó en los diez primeros de los mejores concursantes en el programa de televisión One Million Star, pero no ganó. Debutó como cantante en 2012 como uno de los cuatro miembros fundadores del grupo SpeXial, junto a Wes, Brent y Sam. Más tarde ese mismo año, Huang debutó como actor con un papel secundario en el drama PM10-AM03. En los años siguientes continuó apareciendo en series y películas, mayormente con sus compañeros de banda.
El 31 de mayo de 2015, SpeXial ganó dos Hito Music Awards en las categorías de "grupo hito" y "grupo más popular". En 2016, el grupo se dio a conocer en el mercado chino participando en diversas series y películas web. En agosto, Huang participó en la serie web, Men with Sword, en la que actuó junto a sus compañeros Evan, Dylan, Zhiwei, Ian, Simon y Win. El 5 de junio, SpeXial nuevamente ganó los premios "grupo hito" y "grupo más popular" en los Hito Music Awards de 2016.
El 23 de marzo de 2018, Huang anunció en su cuenta personal de Facebook que iba a alistarse en el ejército para realizar su servicio militar obligatorio. Su primer concierto en solitario tuvo lugar el 27 de mayo. Se alistó en el ejército el 3 de septiembre de 2018 y su servicio militar finalizó el 12 de agosto de 2019. El 19 de septiembre del mismo año, Huang anunció que abandonaría SpeXial.

## Filmografía

### Televisión
| Año  | Título           | Papel             | Notas      |
| ---- | ---------------- | ----------------- | ---------- |
| 2012 | PM10-AM03        | Huang Hong-wei    | Secundario |
| 2013 | Fabulous Boys    | Él mismo          | Invitado   |
| 2013 | KO One Re-act    | Zhi Ge            | Invitado   |
| 2014 | GTO in Taiwan    | Shu               | Secundario |
| 2014 | The X Dormitory  | Ye Sheng          | Secundario |
| 2014 | Angel 'N' Devil  | Wang Da-wei       | Secundario |
| 2015 | Mr. Bodyguard    | Han Bin / Xiao Hu | Principal  |
| 2016 | Men with Sword   | Yu Qing           | Principal  |
| 2016 | KO One Re-member | Zhi Ge            | Principal  |
| 2017 | K.O. 3an-Guo     | Zhi Ge / Liu Bei  | Principal  |
| 2018 | KO One: Re-Call  | Zhi Ge            | Principal  |
| 2018 | Rock Soulmate    | Chi Zhong-xu      | Principal  |

### Películas
| Año  | Título     | Papel        | Notas     |
| ---- | ---------- | ------------ | --------- |
| 2017 | Super Firm | Nie Yin-cang | Principal |